# リメイク
リメイク（英語: remake）は、作り直すこと、または作り直された作品。再び映画化すること、またその映画作品。

## 概要
リメイクはもともとは映画作品に関して使われていた語であるが、現在はテレビドラマ・テレビアニメ・コンピュータゲーム作品などに関しても使われている。
映画のリメイクは基本的には同一原作の再映画化である。原作が同一なので、物語の基本的な展開は先行作品と類似するが、原作のどの部分を切り取って映像化するかについては任意であり、先行作品と同様とは限らず、原作が同一でも先行作品とリメイク作品では観客の印象が大きく異なることがある。通常、脚本、台詞は変更される。テレビドラマなどでも同様である。
なお、舞台作品については、同一脚本を別のメンバーが再演したとしてもそれを「リメイク」と呼ぶことはない。
「リメイク」という用語は服飾、ファッション関連でも使われるようになったが、ファッションの場合は用法が異なるので、当項目では区別して項目末尾で説明する。

## 映画のリメイク
映画の場合「リメイク」とは、基本的には同一原作あるいは同一原案で再映画化をすることである。同一の原作名が挙げられているものはリメイク映画と言える。また、ある映画作品のリメイク権を取得して制作された映画作品もリメイク作品である。
例えば、2001年の『オーシャンズ11』は1960年の『オーシャンと十一人の仲間』のリメイク作品である。他方、1989年の『バットマン』は1966年の『バットマン』を参考にしているのではなく、同じ原作コミックの映画化である。
リメイク版は元の作品と同じ監督により制作されることもある。例えば、小津安二郎は1934年に白黒映画『浮草物語』を監督したが、1959年にカラー映画として『浮草』も監督した。アルフレッド・ヒッチコックは1934年に白黒映画として『暗殺者の家』を監督したが、1956年に自身でカラー版リメイク作品『知りすぎていた男』を監督している。マイケル・マンは『ヒート』をテレビ映画の『メイド・イン・L.A.』を劇場映画としてリメイクしている。
リメイク版制作の際にキャラクター、設定の細部、テーマ、筋が変わることがある。例えば、1968年の『華麗なる賭け』は銀行強盗がメインであったが、1999年の『トーマス・クラウン・アフェアー』では美術品泥棒となっている。1932年の『暗黒街の顔役』はアル・パチーノ主演で1983年に『スカーフェイス』としてリメイクされたが、禁酒法時代の1932年版では密造酒だったのが、1983年版では、現代を舞台としていることには変わりはないため、コカインに変更されている。

映画のリメイクが行われる理由は様々である。
1. 先行作品の制作年代が古く、サイレント作品やモノクロ作品やスタンダードサイズ作品だったものを、改めてトーキー・カラー・ワイドスクリーンなどで作り直す例。映画技術が更新されるごとにこれが行われており、数十年程度の間隔で行われることが多い。下記の一覧ではセシル・B・デミル監督による『十戒』などがあてはまる。
2. 先行作品が作られた頃から特撮技術やCGなどの技術が進歩し、作り直すことで新次元の視覚効果が実現できると考えられた場合。この場合、数年や十数年程度の比較的短い間隔でリメイクが行われる場合がある。リメイクとまで呼べるかどうかは微妙だが、『スター・ウォーズ』第1作の初期公開版と「特別編」などがあてはまる。
3. 定評のある作品をベースにすることで、ある程度のヒットを期待するという例。なお、極めて高い評価の作品がベースになった場合、「先行作品を越えるのは無理」という理由で企画が中止されることもある。例：『ローマの休日』。
4. 別の言語で撮り直すという例。非英語圏の作品を英語圏でリメイクするのが典型例である。登場人物の人種なども変更される場合がある。日本人に身近な例は、一覧中の『Shall we ダンス?』など。逆に、英語圏で作られた作品を日本語および日本人俳優で撮り直すこともある。
5. 実績を積んだ映画監督が、自身が好きな作品を自分で作り直そうとする例。自身の旧作を撮りなおすという例も含まれる。

以下、例を挙げる。
米国ハリウッド作品を日本でリメイク
『じゃじゃ馬億万長者』
日本映画から米国ハリウッドへのリメイク
- ザ・リング貞子、ハチ公物語 - 原作あるいは原案が同一のリメイク
- ブラインドフューリー、ダークウォーター、シャルウィダンス - 映画作品のリメイク権を取得したリメイク

テレビドラマから映画へのリメイク
『じゃじゃ馬億万長者』、『奥様は魔女』、『ブラボー火星人』といった人気テレビドラマシリーズが映画としてリメイクされることもあるが、興行的に成功した作品は少ない。その中でも『アダムス・ファミリー』や『ミッション:インポッシブル』などは成功した作品と言える。
日本のテレビアニメなどから米国ハリウッド映画へのリメイク
- 『オール・ユー・ニード・イズ・キル』 - 原作が同一のリメイク
- 『トランスフォーマー』『パワーレンジャー』 - リメイク権を取得したリメイク

## テレビドラマのリメイク
Category:リメイクドラマ
日本のドラマで世代を超えてリメイク。
白い巨塔、西遊記、南くんの恋人
海外のドラマから日本でリメイク。
逃亡者、24 JAPAN
日本のドラマが海外でリメイク。
mother、深夜食堂、孤独のグルメ

## コンピュータゲームのリメイク
旧世代のゲーム機で人気を博したゲームソフトが、新世代のゲーム機でリメイクされることもある。1993年に、かつてファミリーコンピュータ用に発売された『スーパーマリオブラザーズ』シリーズの4作品（1～3と『スーパーマリオUSA』）は、スーパーファミコンの発売後にスーパーファミコン向けにリメイクされ、3本を1本にまとめる形で『スーパーマリオコレクション』とされた。その後も「ドラゴンクエストシリーズ」、「ファイナルファンタジーシリーズ」、「ポケットモンスターシリーズ」などの人気作品がリメイクされた。また、PS2向けのゲームソフト『ワンダと巨像』や『メタルギアソリッド3』などは、一度「HDリマスター」と呼ばれる、リメイクほどの変更が加えられていないものが後続の機種向けに発売された後、さらに後の世代の機種向けにリメイク作品が作られている。
一口に「リメイク」といっても、比較的基本に忠実なリメイク作品もあれば、オリジナルを大きく逸脱したリメイク作品もある（『スプラッターハウス わんぱくグラフィティ』、『ロマンシング サガ -ミンストレルソング-』、『ファイナルファンタジーIII 3D REMAKE』など）。
リメイクされる際、オリジナル版発売当時のグラフィック・難易度で再現されるとは限らず、グラフィックのブラッシュアップやムービーの追加、現在のゲームユーザー（特にライトユーザー）にアピールするために難易度を引き下げるなどの措置を施されることもある。
また、一つのシリーズ作品における初期の作品がリメイクされる場合には、現行の作品のシステムを組み込んでプレイの効率化を図っていたり、『ポケットモンスター』シリーズのようにハードの違いから通信が不可能だった作品をリメイクにより可能にする目的もある。
なお、あえて古い見た目にリメイクすることを、ディメイク（Demake）という（デメイクと表記されることもある）。en:Video game remake#Demakesも参照。

## ファッションのリメイク
洋服や小物などおしゃれアイテムのリフォームを、単なるサイズ直しだけではなく、「古着を今流行のデザインに」「ドレスをワンピースに」などといった古いものをまったく新しいものにリメイクする。エコロジーの時代のニーズに答えた新しいファッションデザインのジャンル。リメイドファッション（Remade Fashion）。

## 音楽
ある楽曲を録音した当人や同一グループなどが再び録音し直し発表することは「セルフカバー」と言う。